# Luigi Novarese
Luigi Novarese (29. července 1914, Casale Monferrato – 20. července 1984, Rocca Priora) byl italský římskokatolický kněz, zakladatel čtyř katolických institucí. Katolická církev jej uctívá jako blahoslaveného.

## Život
Narodil se dne 29. července 1914 v Casale Monferrato jako poslední z devíti dětí farmářů Giusta Carla Novarese a Teresy Sassone. Jeho otec zemřel na zápal plic roku 1915. Kvůli nemoci, kterou trpěl byla jedna jeho noha kratší než druhá ( asi o patnáct centimetrů), díky čemuž musel celý život nosit speciální ortopedickou obuv, která vyrovnávala rozdíl v jeho výšce.
Roku 1923 mu byla diagnostikována kostní tuberkulóza. Lékaři mu nedávali velké šance na uzdravení. On a jeho matka však v jeho uzdravení věřili. Poté, co byl roku 1930 hospitalizován v sanatoriu v Pietra Ligure, napsal s prosbou o modlitbu generálnímu představenému kongregace salesiánů bl. Filippu Rinaldimu a po jeho vyslyšení se skutečně zotavil. Dne 17. května 1931 pak ukončil svou hospitalizaci.
Nejprve se chtěl stát lékařem, avšak po smrti své matky roku 1935 se rozhodl stát knězem. Nejprve studoval na kněžském semináři v Casale Monferrato a poté na Almo Collegio Capranica v Římě. Dne 17. prosince 1938 byl v bazilice sv. Jana Lateránského v Římě vysvěcen na kněze.
Dne 1. května 1942 se na žádost pro-sekretáře pro všeobecné záležitosti Mons. Giovanniho Battisty Montiniho (pozdějšího papeže sv. Pavel VI.) stal zaměstnancem Státního sekretariátu Svatého stolce, kterým byl do 12. května 1970. Dne 9. dubna 1943 získal titul ze studií katolického kanonického práva.
Dne 17. května 1943 založil katolické hnutí, sdružující dobrovolníky pečující o nemocné a chudé Lega Sacerdotale Mariana. Dne 17. března 1947 založil sdružení Centro Volontari della Sofferenza. Roku 1950 založil své asi nejvýznamnější hnutí Tichých dělníků kříže. Roku 1952 pak založil hnutí Fratelli degli ammalati. Při zakládání těchto institucí spolupracoval se sestrou Elvirou Myriam Psorullou.
Roku 1949 získal od papeže Pia XII. souhlas s vytvořením rádiového programu běžícího na Vatikánském rozhlase, který je věnován nemocným. Roku 1962 jej papež pověřil vedením pastorace nemocných v Itálii. Roku 1970 poté, co opustil Státní sekretariát Svatého stolce, začal pracovat pro Italskou biskupskou konferenci, kde se věnoval oblasti zdravotnictví. Zde poté působil do roku 1977. Později se při jedné příležitosti setkal s papežem sv. Janem Pavlem II.
Zemřel dne 20. července 1984 ve městě Rocca Priora nedaleko Říma. Pohřben je v kostele Santa Maria del Suffragio v římské části Ponte.

## Úcta
Jeho beatifikační proces započal dne 1. července 1994, čímž obdržel titul služebník Boží. Dne 27. března 2010 jej papež Benedikt XVI. podepsáním dekretu o jeho hrdinských ctnostech prohlásil za ctihodného. Dne 19. prosince 2011 byl uznán zázrak na jeho přímluvu, potřebný pro jeho blahořečení.
Blahořečen pak byl dne 11. května 2013 v bazilice sv. Pavla za hradbami. Obřadu předsedal jménem papeže Františka kardinál Tarcisio Bertone.
Jeho památka je připomínána 20. července. Bývá zobrazován v kněžském oděvu.